# تغذية بشرية
التغذية البشرية تتمثل في توفير الحصول على المواد اللازمة لدعم الحياة. وبصفة عامة، يتمكن الناس من البقاء على قيد الحياة ليومين إلى ثمانية أسابيع دون طعام، تبعاً للدهون في الجسم المخزنة وعضلات الجسم. البقاء على قيد الحياة بدون ماء يقتصر عادة على ثلاثة أو أربعة أيام. الافتقار إلى الغذاء لا يزال يمثل مشكلة خطيرة، مع حوالي 36 مليون شخص يموتون كل سنة نتيجة لأسباب تتعلق مباشرة أو غير مباشرة للجوع. سوء تغذية الأطفال أمر شائع أيضا ويسهم في العبء العالمي للمرض.العالمية ومع ذلك لا تساوي توزيع الأغذية، والسمنة بين بعض المجموعات السكانية البشرية قد ارتفع إلى مستويات وبائية تقريبا، مما يؤدي إلى مضاعفات صحية وزيادة في معدل الوفيات في بعض البلدان المتقدمة النمو، وعدد قليل من البلدان النامية. هو سبب السمنة المستهلكة s السعرات الحراريةأكثر مما هي المنفقة، بكثير نسب الوزن المفرط الحصول على مزيج من إفراط من «غير صحي» (الدهون العالية، وارتفاع السكر، الكربوهيدرات عالية) الأغذية وعدم كفاية ممارسة. وأصبح خطرا كبيرا من السمنة السكري نوع 2.

## نظرة عامة
العلوم الغذائية يحقق الأيضية والاستجابات الفسيولوجية للجسم للغذاء. هو قلق متزايد مع التقدم في ميادين البيولوجيا الجزيئية والكيمياء الحيويةو علم الوراثة، دراسة التغذية بواسطة s: الأيض والمسار الأيضيتغيير تسلسل الخطوات الكيمياء الحيوية من خلال المواد التي في الكائنات الحية من نموذج واحد إلى آخر. يحتوي الجسم البشري، المركبات الكيميائية مثل الأحماض النووية (الدنا والرنا)، الأحماض الأمينية (في البروتينات) ومن الأحماض الدهنية (في الشحوم)، المياهو s الكربوهيدرات(السكر والنشا الألياف). تتكون هذه المركبات بدوره من عناصر مثل الكربون، الهيدروجين، الأكسجين، النيتروجين، الفوسفور، الكالسيوم، الحديد، الزنك، الماغنسيوم، المنغنيز، وهلم جرا. كل من هذه المادة الكيميائية المركبات والعناصر في مختلف أشكال وتركيبات (مثل الهرمونات، فيتامينات، فوسفوليبيدس، هيدروكسياباتيتي)، تحدث في جسم الإنسان والكائنات الحية النباتية والحيوانية التي أكل البشر. جسم الإنسان يتكون من العناصر والمركبات المستهلكة ديجيستيد واستيعابها، وتعمم عن طريق مجرى الدملتغذية s الخليةللهيئة. في الجنين الذي لم يولد بعد، لا الجهاز الهضمي الأول نظام المشاركة باستثناء ما [مبهم]. في شخص راشد نموذجية، أدخل حوالي سبعة لتر من عصير الجهاز الهضمي لومن الهضمي.[بحاجة لمصدر] [بحاجة لتوضيح] هذه كسر الروابط الكيميائية في جزيئات المستهلكة، وتعديل دولهم تشكيلs والطاقة. رغم أن تستوعب بعض الجزيئات في مجرى الدم دون تغيير، عمليات الجهاز الهضمي الإفراج عنهم من مصفوفة الأطعمة. وقد ألغى المسألة الممتص، جنبا إلى جنب مع بعض منتجات النفايات الأيض، من الجسم في البراز. يجب أن تراعي دولة الجسم قبل وبعد التجارب، فضلا عن التركيب الكيميائي غذاء كامل وجميع المواد تفرز دراسات الحالة التغذوية وإزالتها من الجسم (في البول والبراز). مقارنة الطعام للنفايات يمكن أن يساعد في تحديد مركبات محددة وعناصر استيعابه وويستقلب في الجسم. قد تكون آثار المغذيات ملحوظ فقط على مدى فترة طويلة، يجب خلالها تحليل جميع الأغذية والنفايات. عدد المتغيرات المتورطين في مثل هذه التجربةs مرتفعة، وإجراء دراسات التغذية تستغرق وقتاً طويلاً ومكلفا، مما يفسر لماذا يتطور ببطء لا يزال علم التغذية البشرية.

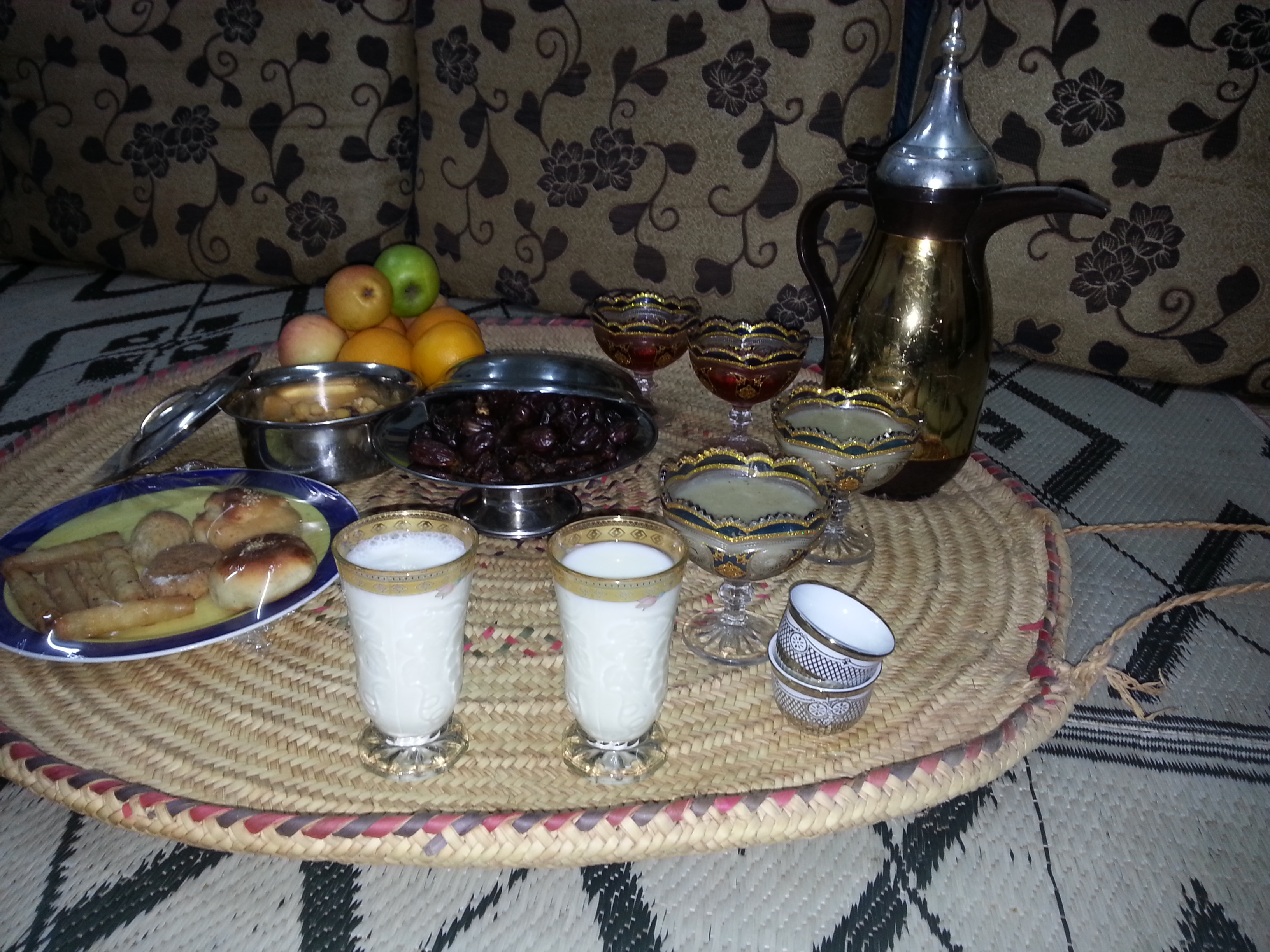
هناك سبعة فصول رئيسية من المغذيات: الكربوهيدرات، الدهون، الألياف الغذائية، المعادن، البروتين، فيتامين، المياه.

## العناصر المغذية
هناك سبعة فصول رئيسية من المغذيات:
- الكربوهيدرات
- الدهون
- الألياف الغذائية
- المعادن
- البروتين
- فيتامين
- المياه

هذه الفصول المغذيات يمكن تصنيفها على أنها أما مليارين (تحتاج إلى مبالغ كبيرة نسبيا) أو المغذيات الدقيقة (تحتاج إلى كميات أصغر). هزات هي الكربوهيدرات والدهون، الألياف، والبروتينات، والمياه. هي المغذيات الدقيقة والفيتامينات والمعادن. مأكولاتنا (باستثناء والألياف والماء) توفر المواد الهيكلية (الأحماض الأمينية التي تم إنشاؤها البروتينات، والدهون أغشية الخلايا وبعض الجزيئات إرسال الإشارات التي تم إنشاؤها)، الطاقة. بعض المواد الهيكلية يمكن استخدامها لتوليد الطاقة داخليا، وفي كلتا الحالتين تقاس الجولs أو سعره حرارية (غالباً ما تسمى «السعرات الحرارية» وكتب برأس مال ج لتمييزها عن القليل من السعرات الحرارية 'ج'). الكربوهيدرات والبروتينات تقديم 17 & nbsp; كيلوجول تقريبا (4 & nbsp; سعراً حرارياً) من الطاقة لكل غرام، في حين توفر الدهون 37 & nbsp; كيلوجول (9 & nbsp; سعراً حرارياً) جرام،Berg J, Tymoczko JL, Stryer L (2002). Biochemistry (ط. 5th). San Francisco: W.H. Freeman. ص. 603. {{استشهاد بكتاب}}: الوسيط غير المعروف |الرقم المعياري= تم تجاهله يقترح استخدام |ردمك= (مساعدة)صيانة الاستشهاد: أسماء متعددة: قائمة المؤلفين (link) رغم أن الطاقة الصافية أما من يعتمد على عوامل مثل جهود الاستيعاب والجهاز الهضمي، التي تتفاوت بدرجة كبيرة من المثيل للمثيل. الفيتامينات والمعادن، والألياف، والمياه لا توفر الطاقة، ولكن هناك حاجة لأسباب أخرى. مواد غذائية درجة الثالثة، الألياف (أي مواد غير الهضم مثل السيلولوز)، يبدو أيضا أن يلزم، لأسباب الميكانيكية والكيميائية الحيوية على حد سواء، رغم الأسباب الدقيقة التي لا تزال غير واضحة. جزيئات الكربوهيدرات والدهون تتكون من ذرات الكربون والهيدروجين والاوكسجين. الكربوهيدرات تتراوح بين البسيط monosaccharides (الجلوكوز، فركتوز، جالكتوز) مواد معقدة (النشا). هي الدهون s الجليسريد، مصنوعة من قطعة الأحماض الدهنية مونومرات منضمة إلى والغليسيرول العمود الفقري. بعض الأحماض الدهنية، ولكن ليس كلها، تعتبر أساسية في النظام الغذائي: أنها لا يمكن تركيبها في الجسم. جزيئات البروتين تحتوي على ذرات النيتروجين بالإضافة إلى الكربون والأوكسجين والهيدروجين. المكونات الأساسية من البروتين التي تحتوي على النتروجين من الأحماض الأمينية، بعضها أساسيا، بمعنى أن البشر لا يمكن جعلها داخليا. بعض من الأحماض الأمينية قابلة للتحويل (بنفقات الطاقة) إلى جلوكوز، ويمكن استخدامها لإنتاج الطاقة فقط كالسكر العادي. بتحطيم البروتين الموجودة، يمكن إنتاج بعض الجلوكوز داخليا؛ يتم تجاهل الأحماض الأمينية المتبقية، أساسا كمادة اليوريا في البول. وهذا يحدث طبيعيا عندما يحدث ضمور، أو خلال فترات من المجاعة. المغذيات الدقيقة الأخرى تشمل المواد المضادة للأكسدة والكيمائيات النباتية التي يقال أنها تؤثر على بعض أنظمة الهيئة (أو حماية). لا يتم تأسيس ضرورتها، وكذلك كما في الحالة من، على سبيل المثال، والفيتامينات. معظم الأطعمة تحتوي على مزيج من بعض أو جميع فئات المواد المغذية، جنبا إلى جنب مع مواد أخرى مثل السموم أو أنواع مختلفة. يمكن تخزين بعض المغذيات داخليا (مثلاً، الفيتامينات القابلة للذوبان في الدهون)، بينما البعض الآخر المطلوب أكثر أو أقل باستمرار. سوء الحالة الصحية يمكن أن يسببه نقص المغذيات المطلوبة، أو في الحالات القصوى، الكثير المغذيات اللازمة. على سبيل المثال، الملح والماء (وكلاهما مطلوب تماما) سوف يتسبب المرض أو حتى الموت بكميات كبيرة جداً.

### الكربوهيدرات

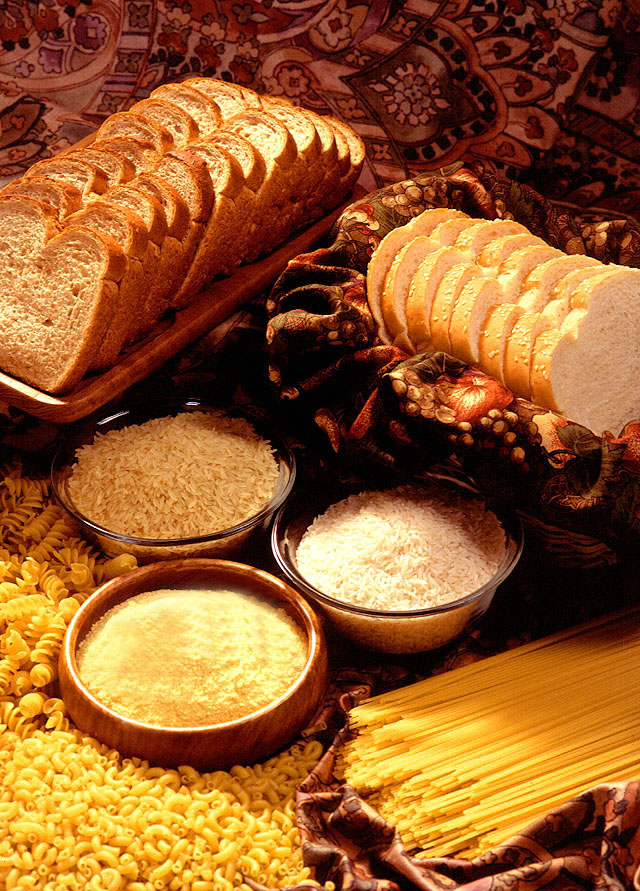
حب (محصول) products: rich sources of complex and simple carbohydrates

ويمكن تصنيف الكربوهيدرات إلى 1/ السكريات الأحادية (monosaccharides) وونوساكتشاريديأ و هي ابسط أنواع الكربوهيدرات  يتم إمتصاصها مباشرة داخل مجرى الدم  وتشمل: 1/ الجلوكوز يوجد طبيعيا في بعض أنواع الخضار والفواكه كما تكمل أهميته في أن الجهاز العصبي المركزي وخلايا الدم الحمراء والدماغ يستخدمونه كوقود،2/ الجالاكتوز: هو ناتج من عملية هضم الحليب ولايمكن العثور عليه طبيعيا، 3/الفركتوز يوجد في العسل والفواكة وهوه الأكثر حلاوة من بين السكريات الأحادية الأخرى. 2 /السكريات الثنائية:اللكت(disaccharides) يمكنها التحول إلى سكريات أحادية بواسطة التحليل بالماء (hydrolysis) وتشمل: 1/ السكروز يتألف من جلوكوز وفركتوز  يوجد في السكر البني ودبس السكر، 2/المالتوز ينتج بواسطة تفاعلات الإنزيمات خلال هضم النشا في الجسم وينشأ أيضا خلا عملية التخمير التي تنتج الكحول، 3/اللاكتوز  سكر يوجد في الحليب وهو مختلف عن بقية السكريات لأنة لا يوجد في النبات،  و يساعد اللاكتوز الجسم في امتصاص الكالسيوم.3/السكريات العديدة (polysaccharides) ديد السكار تعرف بالسكريات المعقدة لأنها تتألف من العديد من السكريات الأحادية وتشمل النشا والجلايكوجين  والألياف الغذائية.  
النشا: سكر عديد يوجد في الحبوب  كالبقوليات (الفاصوليا المجففة) وأيضا في  الخضار ولكنها تحتوي على كمية أقل من النشا بسبب رطوبتها.
الجلايكوجين: يدعى في بعض الأحيان بالنشا الحيواني يخزن في الكبد والعضلات.
الألياف الغذائية: غير مهضومة حيث أنه لا يمكن تفكيكها بواسطة إنزيمات الهضم. بعضها قابل للذوبان (يذوب جزئيا في الماء) وبعضها  الآخرغير قابل للذوبان (لا يتفكك في الماء بسهولة)
ويتم هذا التصنيف تبعا للعدد وحدات مونومر (السكر) التي تشكل جزءا كبيرا من المواد الغذائية مثل الأرزو المكرونة والخبزوسائر الحبوب-القائمة على المنتجات. Monosaccharides تحتوي على وحدة السكر واحد، ديساكتشاريديس اثنين، ومواد ثلاثة أو أكثر. مواد غالباً ما يشار إلى الكربوهيدرات المعقدة لأنها عادة فترة طويلة متعددة سلاسل branched وحدات السكر. الفرق هو أن الكربوهيدرات المعقدة يستغرق وقتاً أطول لخلاصة واستيعاب حيث يجب فصل وحداتهم السكر من السلسلة قبل الاستيعاب. ارتفاع مستويات جلوكوز الدم بعد هضم السكريات البسيطة يعتقد أن لها صلة ببعض من القلب والأوعية الدموية من الأمراض التي أصبحت أكثر تكراراً في الآونة الأخيرة. السكريات البسيطة تشكل جزءا أكبر من الوجبات الغذائية الحديثة مما سابقا، ربما تؤدي إلى أمراض القلب والأوعية الدموية أكثر. درجة العلاقة السببية لا يزال غير واضح. الكربوهيدرات البسيطة يتم استيعابها بسرعة، ولذلك رفع مستويات السكر في الدم أكثر سرعة من العناصر المغذية الأخرى. ومع ذلك، يختلف المغذيات النباتية الكربوهيدرات أهم، النشا، في استيعابه. الهضم أكثر بكثير مما سهل النشا النشا جيلاتينيزيد (النشا ساخنة لبضع دقائق في حضور للمياه). والنشا التي ظلت مقسمة الجسيمات الدقيقة أيضا أكثر الامتصاص أثناء الهضم. مزيدا من الجهد وانخفاض توافر يقلل من الطاقة المتاحة من الأغذية النشوية إلى حد كبير ويمكن رؤية تجريبيا في الفئران وأنيكدوتالي في البشر. بالإضافة إلى ذلك، قد يكون ما يصل إلى ثلث النشا الغذائية غير متوفر بسبب صعوبة الميكانيكية أو الكيميائية.

### الدهون
جزيء دهون الغذائية يتكون عادة من عدة الأحماض الدهنية (التي تحتوي على سلاسل طويلة من ذرات الكربون والهيدروجين،) السخرة إلى والغليسيرول. أنها توجد عادة كدا الجليسريد(الأحماض الدهنية ثلاثة يعلق على أحد والغليسيرول العمود الفقري). ويمكن تصنيف الدهون المشبعة أو غير المشبعة تبعاً للبنية التفصيلية من الأحماض الدهنية المعنية.قالب:Citations Needed الدهون المشبعة لدى كل ذرات الكربون في سلاسل الأحماض الدهنية لها المرتهن لذرات الهيدروجين، بينما الدهون غير المشبعة ببعض هذه الكربون ذرات إسار الدين مزدوجة، حتى تلك الجزيئات ذرات الهيدروجين أقل نسبيا من الأحماض الدهنية مشبعة بنفس الطول. كذلك يمكن تصنيف الدهون غير المشبعة الأحادية (واحدة مزدوجة-بوند) أو غير مشبع (كثيرة مزدوجة-السندات). وعلاوة على ذلك، اعتماداً على موقع المزدوج-بوند في سلسلة الأحماض الدهنية، تصنف الأحماض الدهنية غير المشبعة والأحماض الدهنية أوميغا-3 أو أوميغا-6 . الدهون نوع من الدهون غير المشبعة مع ترانس-سندات ايزومير؛ هذه نادرة في الطبيعة وفي الأغذية من المصادر الطبيعية؛ عادة ما يتم إنشاؤها في عملية صناعية دولية تسمى (الجزئي) هيدروجينيشن. أظهرت العديد من الدراسات أن غير المشبعة الدهون، ولا سيما الدهون الأحادية، على أفضل وجه في غذاء الإنسان. الدهون المشبعة، عادة من مصادر حيوانية، يتم بعد ذلك، بينما يتم تجنب الدهون. مشبعة وبعض الدهون عادة الصلبة في درجة حرارة الغرفة (مثل الزبدة أو لأرد)، بينما الدهون غير المشبعة عادة ما تكون السوائل (مثل زيت الزيتون أو زيت بذور الكتان). الدهون نادرة للغاية في طبيعتها، ولكن خصائص مفيدة في صناعة تجهيز الأغذية، مثل مقاومة رانسيد.[بحاجة لمصدر]

#### الأحماض الدهنية الأساسية
معظم الأحماض الدهنية غير ضرورية، بمعنى يمكن أن تصدر الهيئة لهم حسب الحاجة، عموما من الأحماض الدهنية الأخرى ودائما بإنفاق الطاقة للقيام بذلك. ومع ذلك، في البشر اثنين على الأقل من الأحماض الدهنية ضرورية ويجب إدراجها في النظام الغذائي. توازن مناسب من الأحماض الدهنية الأساسية—الأحماض الدهنية أوميغا-3 وأوميغا-6 --يبدو أيضا هامة للصحة، وأن كان دليل تجريبي نهائي كان بعيد المنال. كل من هذه السلسلة الطويلة «أوميغا» غير مشبع والأحماض الدهنية هي الركازات لفئة من ايكوسانويدس المعروفة باسم prostaglandins، التي لها أدوار في جميع أنحاء الجسم البشري.
فهي هرمون، في بعض النواحي. أوميغا-3 حمض ايكوسابينتاينويك (EPA)، التي يمكن في جسم الإنسان من الأحماض الدهنية الأساسية أوميغا-3 حمض اللينولنيك ألفا (LNA)، أو المتخذة عن طريق مصادر الأغذية البحرية، بمثابة ركيزة لسلسلة 3 prostaglandins (weakly مثل التهاب PGE3). حمض دومو-غاما-linolenic أوميغا-6 (دجلة) بمثابة ركيزة لسلسلة 1 prostaglandins (مثل الالتهابات PGE1)، بينما حمض أراتشيدونيك (أإ) بمثابة ركيزة لسلسلة 2 prostaglandins (مثلاً برو التهابية متنوعة 2). دجلة وا يستطيع جعلت من أوميغا-6 حمض لينوليك (لوس أنجليس) في جسم الإنسان، أو التي يمكن اتخاذها في مباشرة عن طريق الغذاء. يحدد استهلاك متوازنة على نحو مناسب أوميغا-3 واوميغا-6 جزئيا إنتاج النسبي prostaglandins مختلفة: أحد الأسباب التي توازن بين أوميغا-3 وأوميغا-6 ويعتقد هام لصحة القلب والأوعية الدموية. في المجتمعات الصناعية، عادة الناس يستهلكون كميات كبيرة من الزيوت النباتية المجهزة، التي خفضت كميات من الأحماض الدهنية الأساسية جنبا إلى جنب مع الكثير من الأحماض الدهنية أوميغا-6 المتعلقة بمن الأحماض الدهنية أوميغا-3. يمنع EPA أوميغا-3 الدهون من الإفراج عنه من الحياة البرية وانحراف بذلك التوازن بروستاغلاندين بعيداً عن PGE2 برو التهابية (مصنوعة من AA) نحو PGE1 الدهون (مصنوعة من دجلة). وعلاوة على ذلك، تحويل دجلة (desaturation) إلى AA يسيطر الدهون دلتا-5-ديساتوراسي، التي بدورها تسيطر عليها الدهون مثل الأنسولين (لأعلى-التنظيم) وغلوكاغون (تنظيم القاعدة). يمكن أن تؤثر مقدار ونوع من الكربوهيدرات المستهلكة، جنبا إلى جنب مع بعض الأنواع من الدهون، والعمليات التي تنطوي على الأنسولين glucagon وغيرها الهرمونات؛ ولذلك فإن نسبة أوميغا-3 مقابل الدهون آثار كبيرة على الصحة العامة، وآثار محددة على وظيفة المناعة والتهاب ميتوسيس (أي انقسام الخلايا). مصادر جيدة من الأحماض الدهنية الأساسية وتشمل معظم الخضروات ودا الجوزوالبذور والزيوت البحرية،Barker، Helen M. (2002). Nutrition and dietetics for health care. Edinburgh: Churchill Livingstone. ص. 17. OCLC:48917971 {{استشهاد بكتاب}}: الوسيط غير المعروف |الرقم المعياري= تم تجاهله يقترح استخدام |ردمك= (مساعدة)صيانة الاستشهاد: postscript (link) هي بعض من أفضل مصادر الأسماك، زيوت بذور الكتان، s فول الصويا، بذور القرع وبذور عباد الشمس والجوز.

### ألياف بصرية
الألياف الغذائية هي من الكربوهيدرات (أو عديد السكاريد) التي يتم امتصاصها تنظيماً غير كامل في البشر وفي بعض الحيوانات. مثل كل من الكربوهيدرات، عند فإنه يتم ويستقلب أنها تنتج أربعة من السعرات الحرارية (كيلو سعر حراري) من الطاقة لكل غرام. ولكن في معظم الظروف الحسابات أقل من ذلك نظراً لمحدودية الاستيعاب وهضم. الألياف الغذائية يتألف أساسا من السيلولوز، بوليمر الكربوهيدرات كبير هو للهضم لأن البشر لا تملك الإنزيمات اللازمة تفكيك ذلك. وهناك فئتين فرعيتين: الألياف القابلة للذوبان وتستعصي على الحل. الحبوب والفواكه (ولا سيما s بلومو تقليمs s التين) والخضروات مصادر جيدة من الألياف الغذائية. الألياف هي هامة على صحة الجهاز الهضمي ويعتقد للحد من خطر الإصابة بسرطان القولون.[بحاجة لمصدر] لأسباب ميكانيكية يمكن أن تساعد في التخفيف من حدة سواء من الإمساك أو الإسهال. الألياف ويوفر معظم محتويات الأمعاء، وتحفز ألياف تذوب ولا سيما تمعج -تقلصات عضلية الإيقاعي من الأمعاء التي تتحرك ديجيستا على طول القناة الهضمية. بعض الألياف القابلة للذوبان التوصل إلى حل من اللزوجةالعالية؛ وهذا هو أساسا هلام، مما يؤدي إلى إبطاء حركة الغذاء عن طريق الأمعاء. بالإضافة إلى ذلك، الألياف، ربما خصوصا من الحبوب الكاملة، يمكن أن تساعد على التقليل من طفرات الأنسولين والتقليل من خطر مرض السكري من النوع 2.